# Barent van Kalraet
Barent van Kalraet was een kunstschilder uit de Nederlandse Gouden Eeuw. Hij is een broer van Abraham van Calraet.

## Biografie
Barent werd geboren in Dordrecht. Hij leerde schilderen van zijn broer Abraham van Calraet en werd vanaf 1664 leerling van Aelbert Cuyp. Gedurende zijn leven wijzigde zijn schilderstijl verschillende keren. Later schilderde hij in de stijl van Herman Saftleven rijngezichten. Hij werd verder sterk beïnvloed door de schilders Jan Both, Cornelius van Poelenburgh, Philips Wouwerman en Willem de Heusch. Naast landschappen in italianiserende stijl schilderde hij ook portretten, ruiterstukken en vruchtenstillevens.
Barent leefde in Dordrecht. Op 16 juni 1697 trouwde hij met Hermina van der Sluys. De kinderen uit dit huwelijk stierven jong. Alleen de dochter Agnieta Anna (gedoopt 23 april 1698 - 25 mei 1739) bereikte de volwassen leeftijd. Barent stierf op 9 februari 1737 in Dordrecht.
- Biografisch Portaal: 01484982
- Digitale Bibliotheek voor de Nederlandse Letteren: calr002
- RKD-Nederlands Instituut voor Kunstgeschiedenis: 43319
- Union List of Artist Names: 500029406
- Virtual International Authority File: 95863158